# Jean Schmit
Jean Schmit (Dudelange, 27 aprile 1915 – Dudelange, 29 ottobre 1991) è stato un calciatore lussemburghese, di ruolo difensore.

## Carriera

### Club
Ha sempre giocato nel campionato lussemburghese.

### Nazionale
Ha rappresentato la Nazionale del suo paese alle Olimpiadi del 1936.